# Mauer, Glanegg
Mauer je naselje v Občini Glanegg v Okraju Trg na Koroškem v Avstriji.